# Mörtsjön (Edsbro socken, Uppland)
Mörtsjön är en sjö i Norrtälje kommun i Uppland och ingår i Skeboåns huvudavrinningsområde.